# Fuenferrada
Fuenferrada (aragónul Fuent Ferrada) település Spanyolországban, Teruel tartományban. Fuenferrada Torrecilla del Rebollar, Villanueva del Rebollar de la Sierra, Vivel del Río Martín és Pancrudo községekkel határos. Lakosainak száma 35 fő (2024).

## Népesség
A település népessége az utóbbi években az alábbiak szerint változott:
| Lakosok száma | 49   | 46   | 42   | 38   | 62   | 62   | 51   | 37   | 35   | 35   |
|               | 2001 | 2004 | 2007 | 2009 | 2012 | 2014 | 2017 | 2019 | 2022 | 2024 |